# V538 Aurigae
V538 Aurigae é uma estrela única na constelação boreal de Auriga. Com uma magnitude visual aparente de 6,23, esta estrela exige boas condições de céu escuro para ser vista a olho nu. Ela está localizada a uma distância de 40 anos luz (12,3 parsecs) do Sol com base na paralaxe estelar. A estrela está se afastando com uma velocidade radial de 0,9 km/s. É um membro da Associação Local, e é muito provavelmente uma estrela do disco fino galático.
Eric Gaidos et al. descobriram que V538 Aurigae é uma estrela variável com base em observações de telescópios robóticos no Observatório Fairborn entre 1993 a 1999, e anunciaram sua descoberta em 2000. A estrela recebeu sua designação de estrela variável em 2006. Esta é uma variável BY Draconis, o que significa que ela passa por mudanças na luminosidade porque regiões de atividade magnética estelar acentuada na superfície entram e saem da linha de visão da Terra à medida que a estrela gira (uma vez a cada 11 dias). Ela tem uma classe espectral de K1 V, indicando que é uma estrela da sequência principal do tipo K. A estrela tem 87% da massa do Sol e 82% do raio do Sol. Sua idade estimada é de 3,76 bilhões de anos. A estrela irradia 48% da luminosidade do Sol de sua fotosfera a uma temperatura efetiva de 5.303 K.
Ela tem uma companheira com movimento próprio comum designada Vys 465 (HD 233153), que é uma anã vermelha com uma classe de M0.5V e uma magnitude visual de 9,87. A separação projetada entre elas é de 1204 AU.